# Anchois

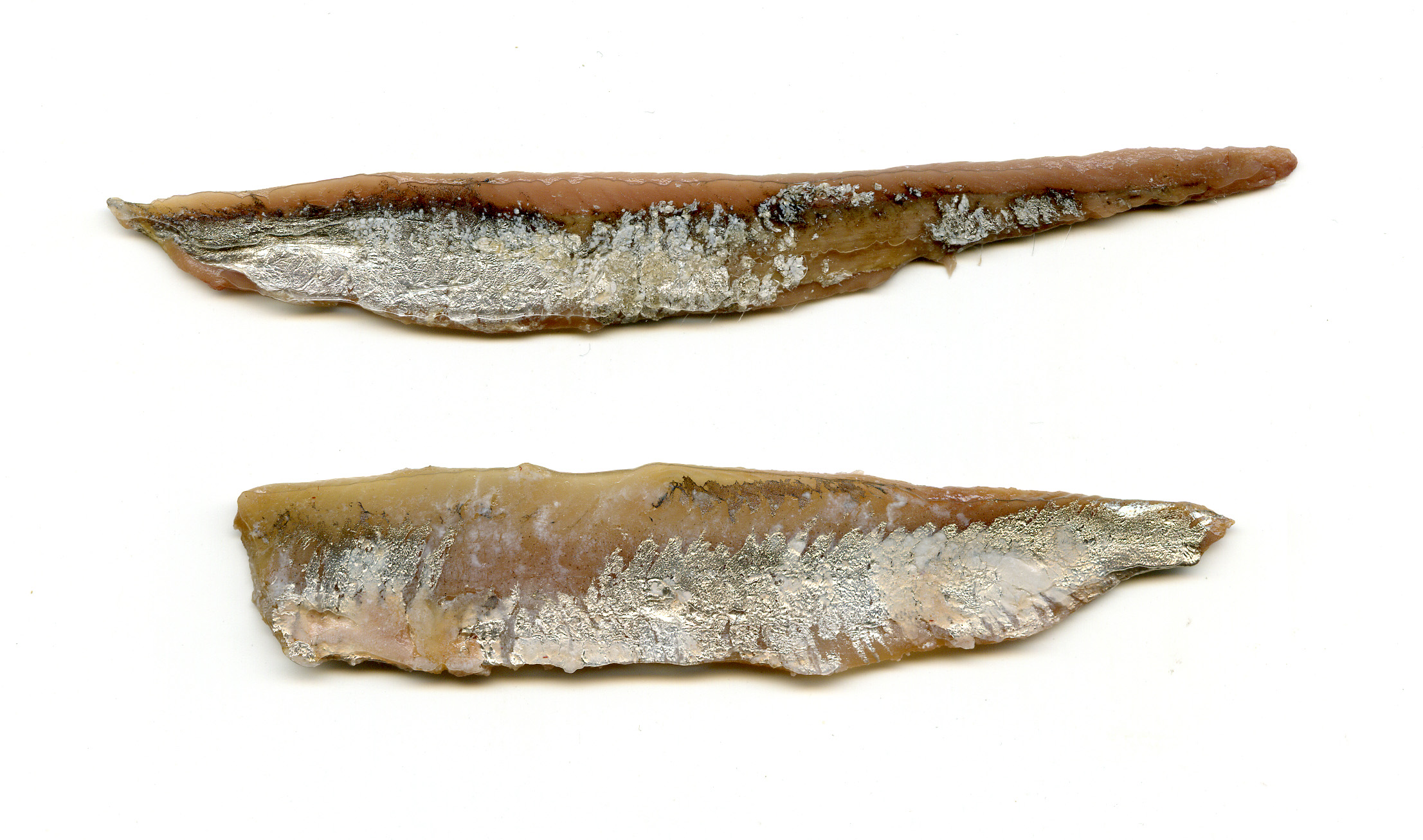
Anchois: u góry anchois z sardeli, u dołu surogat ze szprota

Anchois (z hiszp. anchoa, ang. anchovy, wym. pol. ãszuạ) – francuskie określenie przetworów z sardeli europejskiej – niedużej, bardzo tłustej ryby o ostrym zapachu i smaku.
W różnych krajach jest różnie podawana: świeża, surowa, wędzona, suszona i solona, w postaci przetworów: filetów, koreczków lub pasty, często konserwowana z dodatkami. Spożywana bezpośrednio lub dodawana do farszów mięsnych, rybnych, past, oliwek, pizzy i sałatek. W Hiszpanii dodawana do oliwek.
W innym znaczeniu – konserwa rybna z silnie solonych sardeli lub innych ryb śledziowatych z dodatkiem przypraw korzennych, serwowana pod postacią filetów, korków lub pasty.